# Una flor
«Una flor» es una canción del cantante portorriqueño Ozuna. Se lanzó el 28 de agosto de 2017, como sencillo de su primer álbum de estudio Odisea. El tema se certificó con cuatro discos de platino en Estados Unidos.

## Antecedentes y composición
La pista se estrenó el 28 de agosto de 2017, como sencillo de su álbum debut de Odisea estrenado una semana antes. Él fue escrito por el cantante junto a José Aponte, Antonio Piter, Jean Soto y Vicente Saavedra, mientras que la producción fue llevada a cabo por Hi Music Hi Flow y Yampi. El tema en sus letras aborda una historia triste por la pérdida de un ser querido, en la canción Ozuna lo compara con ver morir "Una flor".

## Vídeo musical
El video musical de «Una flor» se estrenó el 28 de agosto de 2017. El video musical se grabó en Japón y fue dirigido por el  venezolano Nuno Gomes. El tema aborda la historia de un guerrero samurái, que fue rescatado por una mujer joven de la cual se enamora. En menos de 24 horas el vídeo superó los 3 millones de reproducciones. A noviembre de 2021, el vídeo cuenta con 271 millones de reproducciones en YouTube.

## Rendimiento comercial
En España, el sencillo apareció en la ubicación dieciséis en la lista semanal de PROMUSICAE. En Estados Unidos, no alcanzó ninguna posición en las listas Billboard, sin embargo, consiguió cuatro disco de platino por la Recording Industry Association of America, por sus descargas digitales.

## Posicionamiento en listas
| Listas (2017)       | Mejor posición |
| ------------------- | -------------- |
| España (PROMUSICAE) | 16             |

## Certificaciones
| País (organismo certificador) | Certificación      | Unidades certificadas |
| ----------------------------- | ------------------ | --------------------- |
| Estados Unidos (RIAA)         | 4x Platino (Latin) | 240 000               |